# Sepp Blatter
Joseph »Sepp« Blatter, švicarski ekonomist, * 10. marec 1936, Visp, Wallis, Švica.
Blatter je dolgoletni predsednik FIFA, od leta 1998 do 2015, ko je le tri dni po novi izvolitvi odstopil zaradi obtožb korupcije.